# بينتي إسكولا
بينتي إيليس إسكولا (8 يناير 1883 - 6 ديسمبر 1964) هو عالم جيولوجي فنلندي طور مفهوم الوجوه المتحولة [الإنجليزية]. وفاز بميدالية ولاستون عام 1958، وجائزة فتليسن عام 1964، وحصل على جنازة رسمية بعد وفاته.  تم تسمية المعدن eskolaite على شرفه.
كان إسكولا طالبًا عند ويلهلم رامزي.

## روابط خارجية
- بينتي إسكولا على موقع الموسوعة البريطانية (الإنجليزية)